# Källtjärnen, Västmanland
Källtjärnen är en sjö i Skinnskattebergs kommun i Västmanland och ingår i Norrströms huvudavrinningsområde. Sjöns area är 0,035 kvadratkilometer och den är belägen 101 meter över havet.